# Censo peruano de 1961
El Censo 1961 fue una enumeración detallada de la población peruana. Fue el sexto Censo Nacional de Población, el primero de Vivienda y el primer Censo Agropecuario, se levantó en 1961 bajo el cumplimiento de la ley N.º 13248 (Ley de censos).
La población censada ascendía a 9 906 746, la población total —población censada menos la omitida— fue de 10 420 357. La tasa de omisión durante dicho censo fue de 4,0%.
El Perú era predominantemente rural —el 47,4% de los peruanos residía en áreas urbanas—.  La distribución demográfica por regiones naturales demostró que en 1961 el 53,3% del total residía en la sierra, el 39% en las costa, y el 8,7% en la selva.